# Etiopija
Etiopija, uradno Federatívna demokrátična repúblika Etiópija (amharsko የኢትዮጵያ, latinizirano: Itjop'ija) je celinska država v regiji Afriškega roga, v severovzhodni Afriki. Država na severu meji na Eritrejo, na severovzhodu na Džibuti, na vzhodu na Somalijo, na jugu na Kenijo in na zahodu na Sudan ter Južni Sudan. Etiopija pokriva površino 1.112.000 kvadratnih kilometrov. Od leta 2023 je dom okoli 128 milijonov prebivalcev, zaradi česar je 13. najbolj naseljena država na svetu, 2. najbolj naseljena v Afriki za Nigerijo in najbolj naseljena neobalna država na Zemlji. Državna prestolnica in največje mesto, Adis Abeba, leži nekaj kilometrov zahodno od Velikega tektonskega jarka, ki državo deli na afriško in somalijsko tektonsko ploščo.
Staro podomačeno ime za Etiopijo je Abesinija.
Starodavna etiopska monarhija, edinstvena med afriškimi državami, je ohranjala svojo kolonialno neodvisnost skozi vso zgodovino razen v času 2. italijansko-abesinske vojne, ob italijanski zasedbi države od leta 1936 do 1941.
Etiopija je večetnična država z več kot 80 različnimi etničnimi skupinami. Krščanstvo je najbolj razširjena vera v državi, s precejšnjimi manjšinami privržencev islama in majhnim odstotkom tradicionalnih ver. Ta suverena država je ustanovna članica ZN, skupine 24, gibanja neuvrščenih, skupine 77 in Organizacije afriške enotnosti. Adis Abeba je sedež Afriške unije, Vseafriške gospodarske in industrijske zbornice, Gospodarske komisije Združenih narodov za Afriko, Afriških rezervnih sil in številnih svetovnih nevladnih organizacij, osredotočenih na Afriko. Etiopija je leta 2024 postala polnopravna članica BRICS. Etiopija je ena najmanj razvitih držav, vendar včasih velja za silo v vzponu, ima najhitrejšo gospodarsko rast v državah podsaharske Afrike zaradi neposrednih tujih naložb v širitev kmetijske in proizvodne industrije; kmetijstvo je največji gospodarski sektor v državi, ki leta 2020 predstavlja 36 % bruto domačega proizvoda. Vendar glede na dohodek na prebivalca in indeks človekovega razvoja država velja za revno, z visoko stopnjo revščine, slabim spoštovanjem človekovih pravic, razširjeno etnično diskriminacijo in stopnjo pismenosti le 49 %.

## Etimologija
Ime Etiopija (ኢትዮጵያ) izvira iz imena prvega kralja Etiopije, Ethiop ali Ethiopis.
Ayele Berkerie pojasnjuje:

Po etiopskem izročilu izraz Etiopija izhaja iz besede Ethiopis, imena etiopskega kralja, sedmega v rodu prednikov. Metshafe Aksum ali etiopska knjiga Aksum identificira Itiopisa kot dvanajstega etiopskega kralja in očeta Aksumavija. Etiopijci izgovarjajo Etiopijo እትዮጵያ s sadesom ali šestim glasom እ, kot je vključen, in graf ጰ nima ustreznice v latinskih grafih. Etiopis naj bi bil dvanajsti neposredni potomec Adama. Njegov oče je identificiran kot Kuš, medtem ko je njegov dedek znan kot Kam.
V knjigi Aksum v abecedi giz iz 15. stoletja je ime pripisano legendarnemu posamezniku po imenu Ityopp'is. Bil je zunajbiblijski sin Kuša, sina Hama, ki naj bi ustanovil mesto Aksum.
Grško ime Αἰθιοπία (iz Αἰθίοψ, 'Etiopijec') je sestavljena beseda, kasneje pojasnjena, da izhaja iz grških besed αἴθω in ὤψ (eithō 'gorim' + ōps 'obraz'). Zgodovinar Herodot je to ime uporabil za označevanje tistih delov Afrike južno od Sahare, ki so bili takrat znani kot Ekumena (naseljen svet). Najzgodnejšo omembo izraza najdemo v Homerjevih delih, kjer se uporablja za dve skupini ljudi, eno v Afriki in drugo na vzhodu od vzhodne Turčije do Indije. To grško ime je bilo izposojeno v amharščino kot ኢትዮጵያ, ʾĪtyōṗṗyā.
V grško-rimskih epigrafih je bila Etiopija poseben toponim za starodavno Nubijo. Vsaj že okoli leta 850 se ime Etiopija pojavlja tudi v mnogih prevodih Stare zaveze v aluziji na Nubijo. Starodavna hebrejska besedila opredeljujejo Nubijo kot Kuš(Ezk 29,10). Vendar pa se v Novi zavezi pojavlja grški izraz Aithiops, ki se nanaša na služabnico Kandake, kraljice Kuša (Apd  8,27).
Po helenski in svetopisemski tradiciji Monumentum Adulitanum, napis iz 3. stoletja, ki je pripadal Aksumskemu kraljestvu, nakazuje, da je Aksumov vladar vladal območju, ki je bilo na zahodu obrobljeno z ozemljem Etiopije in Sasuja. Aksumski kralj Ezana je v naslednjem stoletju sčasoma osvojil Nubijo in Aksumiti so si nato prisvojili oznako 'Etiopijci' za svoje kraljestvo. V gizški različici napisa iz Ezane je Aἰθίοπες enačen z nevokaliziranima Ḥbšt in Ḥbśt (Ḥabašat) in prvič označuje visokogorske prebivalce Aksuma. Ta novi demonim je bil pozneje preveden kot ḥbs ('Aḥbāš) v sabejščini in kot Ḥabaša v arabščini. Izpeljanke tega se uporabljajo v nekaterih jezikih, ki uporabljajo izposojenke iz arabščine, na primer v malajskem habsjahu.
Na splošno zunaj Etiopije je bila država zgodovinsko znana kot Abesinija. Ta toponim je izpeljan iz latinizirane oblike starodavnega Habaš.

## Zgodovina

### Prazgodovina
Več pomembnih najdb je Etiopijo in okoliško regijo potisnilo v ospredje paleontologije. Najstarejši človečnjak, do sedaj odkrit v Etiopiji, je 4,2 milijona let star Ardipithecus ramidus (Ardi), ki ga je leta 1994 našel Tim D. White. Najbolj znano odkritje hominida je Australopithecus afarensis (Lucy). Vzorec, lokalno poznan kot Dinkineš, je leta 1974 v dolini reke Avaš v regiji Afar našel Donald Johanson in je eden najpopolnejših in najbolje ohranjenih fosilov odraslih avstralopitekov, kar jih je bilo kdaj odkritih. Lucyjino taksonomsko ime se nanaša na regijo, kjer je bila odkrita. Ocenjuje se, da je ta hominid živel pred 3,2 milijona let.
Etiopija velja tudi za eno najzgodnejših krajev nastanka anatomsko sodobnega človeka, Homo sapiensa. Najstarejši od teh lokalnih fosilnih najdb, Ostanki Omo, so bili izkopani na jugozahodnem območju formacije Omo Kibiš in so datirani v srednji paleolitik, pred približno 200.000 leti. Poleg tega so na lokaciji v srednjem toku reke Avaš našli okostja Homo sapiens idaltu. Izpred približno 160.000 let lahko predstavljajo izumrlo podvrsto Homo sapiensa ali neposredne prednike anatomsko sodobnega človeka. Arhaični fosili Homo sapiensa, izkopani na najdišču Džebel Irhoud v Maroku, so bili od takrat datirani v zgodnejše obdobje, pred približno 300.000 leti, medtem ko je Omo-Kibiš I (Omo I) iz južne Etiopije trenutno najstarejše anatomsko moderno okostje Homo sapiensa znano (196 ± 5 kya).
Po mnenju nekaterih jezikoslovcev je prvo afroazijsko govoreče prebivalstvo prispelo v regijo v neolitskem obdobju, ki je sledilo, iz predvidenega družinskega urheimata (»prvotne domovine«) v dolini Nila ali na Bližnjem vzhodu. Večina znanstvenikov danes meni, da se je afroazijska družina razvila v severovzhodni Afriki zaradi večje raznolikosti linij v tej regiji, kar je razviden znak jezikovnega izvora.
Leta 2019 so arheologi odkrili 30.000 let staro skalno zatočišče iz srednje kamene dobe na najdišču Fincha Habera v gorovju Bale na nadmorski višini 3469 metrov. Na tej visoki nadmorski višini so ljudje dovzetni tako za hipoksijo kot za ekstremne vremenske razmere. Glede na študijo, objavljeno v reviji Science, je to bivališče dokaz najzgodnejšega stalnega človekovega bivanja na visoki nadmorski višini, ki so ga doslej odkrili. Odkritih je bilo na tisoče živalskih kosti, na stotine kamnitih orodij in starodavnih kaminov, kar je razkrilo prehrano, ki je vključevala ogromne podgane.
Dokazi o nekaterih najzgodnejših znanih strelnih orožjih s kamnitimi konicami (značilno orodje Homo sapiensa), kamnitih konicah kopja ali sulic za metanje, so bili odkriti leta 2013 na etiopskem najdišču Gademotta, ki je bilo staro okoli 279.000 let. Leta 2019 so v Adumi našli dodatno srednjekamenodobno projektilno orožje, datirano izpred 100.000–80.000 let, v obliki konic, za katere velja, da najverjetneje pripadajo puščicam, ki so jih izstrelili metalci kopja.

### Antika
Leta 980 pr. n. št. je bilo Dʿmt ustanovljeno v današnji Eritreji in regiji Tigraj v Etiopiji in je splošno prepričanje, da je država naslednica dežele Punt. Glavno mesto te politike je bilo v mestu Jeha v današnji severni Etiopiji. Večina sodobnih zgodovinarjev meni, da je bila ta civilizacija avtohtona etiopska, čeprav so v prejšnjih časih mnogi domnevali, da je bila pod vplivom Sabejcev zaradi hegemonije slednjih nad Rdečim morjem.
Drugi učenjaki menijo, da je Dʿmt rezultat združitve afroazijsko govorečih kultur kušitske in semitske veje; in sicer lokalna ljudstva Agav in Sabejci iz južne Arabije. Vendar naj bi se giz, starodavni semitski jezik Etiopije, razvil neodvisno od sabejskega jezika. Že leta 2000 pr. n. št. so drugi semitski govorci živeli v Etiopiji in Eritreji, kjer se je razvil Ge'ez. Danes se domneva, da je bil sabejski vpliv manjši, omejen na nekaj krajev in je izginil po nekaj desetletjih ali stoletju. Morda je bila trgovska ali vojaška kolonija v zavezništvu z etiopsko civilizacijo Dʿmt ali kakšno drugo protoaksumsko državo.
Po padcu Dʿmta v 4. stoletju pr. n. št. so etiopsko planoto zavladala manjša kraljestva. V 1. stoletju našega štetja se je kraljestvo Aksum pojavilo v današnji regiji Tigraj in Eritreji. Po srednjeveški Aksumski knjigi je prvo prestolnico kraljestva, Mazaber, zgradil Itijopis, Kušov sin. Aksum je kasneje občasno razširil svojo oblast v Jemen na drugi strani Rdečega morja. Perzijski prerok Mani je Aksum skupaj z Rimom, Perzijo in Kitajsko navedel kot eno od štirih velikih sil svojega obdobja v 3. stoletju. Verjame se tudi, da je obstajala povezava med egipčansko in etiopsko cerkvijo. Obstaja malo dokazov, da so bili Aksumiti povezani s kraljico iz Sabe, prek njihovega kraljevskega napisa.
Okoli leta 316 našega štetja sta Frumentij in njegov brat Edezij iz Tira spremljala strica na potovanju v Etiopijo. Ko se je ladja ustavila v pristanišču ob Rdečem morju, so domačini pobili vse popotnike razen obeh bratov, ki so ju odpeljali na dvor kot sužnja. Monarh jima je podelil zaupanja vredne položaje in spreobrnila sta člane kraljevega dvora v krščanstvo. Frumentij je postal prvi škof v Aksumu. Kovanec iz leta 324 kaže, da je bila Etiopija druga država, ki je uradno sprejela krščanstvo (po Armeniji leta 301), čeprav je bila vera morda sprva omejena na dvorne kroge; je bila prva velika sila, ki je to storila. Aksumiti so bili navajeni na grško-rimsko vplivno območje, vendar so vzpostavili pomembne kulturne vezi in trgovinske povezave med Indijsko podcelino in Rimskim cesarstvom prek Svilne poti, predvsem izvažali slonovino, želvji oklep, zlato in smaragde ter uvažali svilo in začimbe.

### Srednji vek
Kraljestvo je prevzelo ime Etiopija med vladavino Ezana v 4. stoletju. Po osvojitvi kraljestva Kuš leta 330 je Aksumsko ozemlje doseglo svoj vrhunec med 5. in 6. stoletjem. To obdobje je bilo prekinjeno z več vdori v južnoarabski protektorat, vključno z judovskim Dhu Nuvasom iz Himjarskega kraljestva in aksumsko-perzijskimi vojnami. Leta 575 so Aksumiti oblegali in ponovno zavzeli Sano po atentatu na njenega guvernerja Saifa ibn Dhī Jazana. Rdeče morje je bilo leta 646 prepuščeno Rašidunskemu kalifatu, pristaniško mesto Adulis pa so v 8. stoletju oropali arabski muslimani; skupaj z nepreklicno degradacijo tal, domnevnimi podnebnimi spremembami in občasnimi padavinami od leta 730 do 760 so ti dejavniki verjetno povzročili upad moči kraljestva kot dela pomembne trgovske poti. Aksum se je končal leta 960, ko je kraljica Gudit premagala zadnjega kralja Aksuma.[78] Kot odgovor se ostanek aksumkega prebivalstva preseli v južno regijo in ustanovi dinastijo Zagve, njeno prestolnico pa spremeni v Lalibelo.  Zagvejeva vladavina se je končala, ko se je plemič iz Amhare Jekuno Amlak uprl kralju Jetbaraku in ustanovil Etiopsko cesarstvo (znano pod eksonimom Abesinija).
Etiopsko cesarstvo je začelo ozemeljsko širitev pod vodstvom Amde Sejona I. Začel je pohod proti svojim muslimanskim nasprotnikom na vzhodu, kar je povzročilo pomemben premik v razmerju moči v korist kristjanov za naslednji dve stoletji. Po uspešnih vzhodnih pohodih Amde Sejona je večina muslimanskih kneževin na Afriškem rogu prišla pod vrhovno oblast Etiopskega cesarstva. Raztezalo se je od Godžama do somalske obale v Zelii. Med temi muslimanskimi entitetami je bil sultanat Ifat. V času vladavine cesarja Zara Jakoba je Etiopsko cesarstvo doseglo svoj vrhunec. Njegovo vladavino so zaznamovali utrjevanje ozemeljskih pridobitev prejšnjih vladarjev, nadzor nad gradnjo številnih cerkva in samostanov, aktivno spodbujanje literature in umetnosti ter krepitev osrednje cesarske oblasti. Naslednik sultanata Ifat, sultanat Adal, je poskušal osvojiti Etiopijo med etiopsko-adalsko vojno, vendar je bil končno poražen v bitki pri Vajna Dagi leta 1543.
Do 16. stoletja je dotok etničnih Oromov v severne dele regije razdrobil moč cesarastva. Orome, ki so prišli iz današnje cone Gudži in Borena, je v veliki meri motiviralo več folklornih pojmovanj - začenši z Mogasa in Likimsa - od katerih so se mnoge nanašale na njihove napade. To je trajalo do gada Mesléja. Po besedah Abbe Bahreya se je najzgodnejša širitev zgodila pod cesarjem Davitom II. (luba Melbah), ko so posegli v provinco Bale, preden so vdrli v sultanat Adal.
Etiopija je imela pomembne diplomatske stike s Portugalsko od 17. stoletja, predvsem povezane z vero. Od leta 1555 so portugalski jezuiti poskušali razviti rimsko katolištvo kot državno vero. Po več neuspehih so leta 1603 poslali več misijonarjev, vključno z najvplivnejšim, španskim jezuitom Pedrom Paezom. Pod cesarjem Susenjosom I. je rimskokatolištvo leta 1622 postalo državna vera Etiopskega cesarstva. Ta odločitev je povzročila vstajo pravoslavnega ljudstva.

### Zgodnje novoveško obdobje (1632–1855)
Leta 1632 je cesar Fasilides ustavil rimskokatoliško državno upravo in obnovil pravoslavni tevahedo kot državno vero. Fasilidesova vladavina je utrdila cesarsko moč in leta 1636 preselila prestolnico v Gondar, kar je označilo začetek gondarinskega obdobja. Izgnal je jezuite, si povrnil zemljišča in jih preselil v Fremono. Med svojo vladavino je Fasilides zgradil znamenito kraljevo trdnjavo Fasil Gebi, zgradil štiriinštirideset cerkva in oživil etiopsko umetnost. Pripisujejo mu tudi izgradnjo sedmih kamnitih mostov čez reko Modri Nil.
Gondarjeva moč je upadla po smrti Ijasuja I. leta 1706. Po smrti Ijasuja II. leta 1755 je cesarica Mentevab v Gondar pripeljala svojega brata Ras Volde Leula, zaradi česar je postal Ras Bitvaded. To je pripeljalo do vladarskega konflikta med Mentevabovim Kuaregnočom in skupino Volo, ki jo je vodil Vubit. Leta 1767 je Ras Mikael Sehul, regent v provinci Tigraj, zavzel Gondar, leta 1769 ubil otroka Ijoasa I., vladajočega cesarja, in postavil 70-letnega JYohanesa II.
Med letoma 1769 in 1855 je bila Etiopija priča Zemene Mesafint ali 'dobi princev', obdobju izolacije. Cesarji so postali veljaki, ki so jih nadzorovali regionalni gospodarji in plemiči, kot so Ras Mikael Sehul, Ras Volde Selasie iz Tigraja in dinastija Jedžu Oromo iz Vara Šeh, vključno z Ras Gugso iz Jedžuja. Pred Zemene Mesafint je cesar Ijoas I. na dvoru uvedel oromski jezik (Afaan Oromo), ki je nadomestil amharščino.

### Doba imperializma (1855–1916)
Etiopski izolacionizem se je končal po britanski misiji, ki se je končala z zavezništvom med obema narodoma, toda šele leta 1855 so bila kraljestva Amhare v severni Etiopiji (Gondar, Godžam in Ševa) za kratek čas združena, potem ko je bila oblast cesarja obnovljena v začetku z vladavino Tevodrosa II. Tevodros II. je začel proces konsolidacije, centralizacije in izgradnje države, ki so ga nadaljevali naslednji cesarji. Ta proces je zmanjšal moč regionalnih vladarjev, prestrukturiral upravo cesarstva in ustvaril poklicno vojsko. Te spremembe so ustvarile osnovo za vzpostavitev dejanske suverenosti in ozemeljske celovitosti etiopske države. Leta 1875 in 1876 so osmanske in egiptovske sile v spremstvu številnih evropskih in ameriških svetovalcev dvakrat vdrle v Abesinijo, vendar so bile sprva poražene. Od leta 1885 do 1889 (pod Johanesom IV.) se je Etiopija pridružila mahdistični vojni v zavezništvu Britanije, Turčije in Egipta proti sudanski mahdistični državi. Leta 1887 je Menelik II., kralj Ševa, po zmagi v bitki pri Čelenku vdrl v emirat Harar. 10. marca 1889 je Johanesa IV. ubila vojska sudanskega kalifa Abdulaha, medtem ko je vodil svojo vojsko v bitki pri Galabatu.
Etiopija, približno v sedanji obliki, se je začela pod vladavino Menelika II., ki je bil cesar od leta 1889 do svoje smrti leta 1913. Iz svojega oporišča v osrednji provinci Ševa se je Menelik namenil priključiti ozemlja na jugu, vzhodu in zahod[106] — območja, ki jih naseljujejo Oromo, Sidama, Gurage, Velajta in druga ljudstva. To je dosegel s pomočjo milice Ševan Oromo Ras Gobana Dacčeja, ki je zasedla ozemlja, ki niso bila v rokah vse od vojne Ahmada ibn Ibrahima al-Ghazija, pa tudi druga območja, ki nikoli niso bila pod etiopsko oblastjo.
Zaradi svojega vodstva je bil Menelik II. kljub nasprotovanju bolj tradicionalnih družbenih elementov razglašen za narodnega heroja. Maja 1889 je z Italijo podpisal Vučalsko pogodbo, s katero je Italija priznala suverenost Etiopije, dokler bi Italija lahko nadzorovala območje severno od Etiopije (zdaj del sodobne Eritreje). V zameno naj bi Italija Meneliku priskrbela orožje in ga podpirala kot cesarja. Italijani so čas od podpisa pogodbe do njene ratifikacije s strani italijanske vlade izkoristili za razširitev svojih ozemeljskih zahtev. Ta prva italijansko-etiopska vojna je dosegla vrhunec v bitki pri Advi 1. marca 1896, v kateri so Etiopijci porazili italijanske kolonialne sile. V tem času je približno tretjina prebivalstva umrla v veliki etiopski lakoti (1888–1892). Goveja kuga je zajela območje in uničila velik del črednega gospodarstva. 11. oktobra 1897 je Etiopija sprejela barve vseafriške zastave z zelenimi, rumenimi in rdečimi črtami, ki predstavljajo vseafriško ideologijo.

### Obdobje Haile Selassie I. (1916–1974)
Začetek 20. stoletja je zaznamovala vladavina cesarja Haileja Selassieja (Ras Tafari). Na oblast je prišel po tem, ko je bil Lij Ijasu odstavljen, in se je lotil vsedržavne kampanje modernizacije od leta 1916, ko je postal Ras in regent (Inderase) za vladajočo cesarico Zewditu in postal de facto vladar Etiopskega cesarstva. Po Zewditujini smrti 2. novembra 1930 jo je nasledil kot cesar. Leta 1931 je Haile Selassie podaril Etiopiji njeno prvo ustavo v emulaciji japonske cesarske ustave iz leta 1890. Neodvisnost Etiopije je prekinila druga italijansko-etiopska vojna, ki se je začela, ko jo je v začetku oktobra 1935 napadla fašistična Italija, in kasnejša italijanska vladavina države (1936–1941) po italijanski zmagi v vojni. Vendar Italiji ni nikoli uspelo zavarovati države zaradi odpora Arbegnoča, zaradi česar sta Etiopija in Liberija edini afriški državi, ki nista bili nikoli kolonizirani. Po vstopu Italije v drugo svetovno vojno so sile Britanskega imperija skupaj z Arbegnočom med vzhodnoafriško kampanjo leta 1941 osvobodile Etiopijo. Država je bila postavljena pod britansko vojaško upravo, nato pa je bila Etiopiji z podpis anglo-etiopskega sporazuma decembra 1944.
24. oktobra 1945 je Etiopija postala ustanovna članica Združenih narodov. Leta 1952 je Haile Selassie organiziral federacijo z Eritrejo. To je razpustil leta 1962 in priključil Eritrejo, kar je povzročilo eritrejsko vojno za neodvisnost. Haile Selassie je imel tudi vodilno vlogo pri oblikovanju Organizacije afriške enotnosti (OAU). Mnenje v Etiopiji se je obrnilo proti Haileju Selassieju zaradi svetovne naftne krize leta 1973, ki je povzročila močno zvišanje cen bencina od 13. februarja 1974, kar je povzročilo študentske in delavske proteste. Fevdalni oligarhični kabinet Akliluja Habte-Volda je bil strmoglavljen in oblikovana je bila nova vlada z Endelkačevom Makonenom, ki je bil predsednik vlade.

### Sodobnost
Leta 1974 je vojaška uporniška skupina Derg odstavila cesarja Haileja Selassieja I. in ustanovila socialistično državo. 
Vojaški režim je zaradi krvavega državnega udara, uporov, velikih suš, lakot in velikega števila beguncev leta 1991 strla zveza uporniških sil, Etiopska ljudska revolucionarna demokratična fronta (EPRDF). Leta 1994 so sprejeli ustavo, leta 1995 pa so bile prve večstrankarske volitve.
Obmejna vojna z nekdanjo odcepljeno etiopsko deželo Eritrejo, ki se je začela maja 1998, je okrepila vladajočo zvezo, vendar je prizadela državno gospodarstvo, ki je eno najsiromašnejših na svetu.
Leta 2020 so se po volitvah odnosi med zvezno vlado in regionalno vlado v regiji Tigraj poslabšali in 4. novembra 2020 je predsednik vlade Abiy po napadih na vojaške enote v regiji Tigray začel vojaško ofenzivo v tej pokrajini, zaradi česar se je začela Tigrajska vojna in je na tisoče beguncev zbežalo v sosednji Sudan. Po poročanju lokalnih medijev je bilo v masakru v mestu Mai Kadra 9. novembra 2020 ubitih do 500 civilistov.

## Geografija
Etiopija je s 1.104.300 kvadratnimi kilometri 28. največja država na svetu, po velikosti primerljiva z Bolivijo. Leži med 3. severnim in 15. severnim vzporednikom ter dolžinama 33. vzhodnega poldnevnika in 48. vzhodnega poldnevnika. Večji del Etiopije leži na Afriškem rogu, ki je najbolj vzhodni del afriškega kopnega. Na severu meji na Eritrejo, na vzhodu na Džibuti in Somalijo, na zahodu na Sudan in Južni Sudan ter na jug na Kenijo. Znotraj Etiopije je obsežen visokogorski kompleks gora in razčlenjenih planot, razdeljen z Velikim tektonskim jarkom, ki poteka na splošno od jugozahoda do severovzhoda in je obdana z nižinami, stepami ali polpuščavo. Obstaja velika raznolikost terena z velikimi razlikami v podnebju, tleh, naravni vegetaciji in poselitvenih vzorcih. Visokogorje se giblje od 1290 do 3000 m nadmorske višine, najvišja gora pa doseže 4533 m.
Etiopija je ekološko raznolika država, ki sega od puščav vzdolž vzhodne meje do tropskih gozdov na jugu do obsežnega Afromontana v severnem in jugozahodnem delu. Jezero Tana na severu je izvir Modrega Nila. Ima tudi veliko endemičnih vrst, zlasti dželada (Theropithecus gelada), etiopski kozorog (Capra walie) in etiopski volk (Canis simensis). Širok razpon nadmorske višine je državi dal vrsto ekološko ločenih območij, kar je pripomoglo k spodbujanju razvoja endemičnih vrst v ekološki izolaciji.
Etiopsko višavje je največje neprekinjeno gorovje v Afriki, Sof Omarja jame pa vsebujejo največjo jamo na celini. Etiopija ima tudi drugo največje število območij Unescove svetovne dediščine v Afriki.

### Podnebje
Prevladujoč tip podnebja je tropski monsun z velikimi topografskimi spremembami. Etiopsko višavje pokriva večino države in ima podnebje, ki je na splošno precej hladnejše od drugih regij v podobni bližini ekvatorja. Večina večjih mest v državi je na nadmorski višini okoli 2000–2500 m, vključno z zgodovinskimi prestolnicami, kot sta Gondar in Aksum. Sodobna prestolnica Adis Abeba je ob vznožju gore Entoto na nadmorski višini okoli 2400 metrov. Celo leto ima blago podnebje. Ker so temperature skozi vse leto dokaj enakomerne, so letni časi v Adis Abebi v veliki meri opredeljeni s količino padavin: sušno obdobje od oktobra do februarja, rahlo deževno obdobje od marca do maja in močno deževno obdobje od junija do septembra. Povprečna letna količina padavin je približno 1200 milimetrov.
Na dan je povprečno sedem sončnih ur. Suha sezona je najbolj sončen čas v letu, čeprav je tudi na vrhuncu deževne sezone julija in avgusta še vedno običajno več ur na dan močnega sonca. Povprečna letna temperatura v Adis Abebi je 16 °C, pri čemer so najvišje dnevne temperature v povprečju 20–25 °C skozi vse leto, najnižje čez noč pa v povprečju 5–10 °C.
Večina večjih mest in turističnih krajev v Etiopiji leži na podobni nadmorski višini kot Adis Abeba in ima primerljivo podnebje. V manj dvignjenih regijah, zlasti na nižje ležečih etiopskih travnikih in grmičevju na vzhodu Etiopije, je lahko podnebje bistveno bolj vroče in suho. Dallol, v Danakilski depresiji v tem vzhodnem območju, ima najvišjo povprečno letno temperaturo na svetu 34 °C.
Etiopija je občutljiva na številne učinke podnebnih sprememb. Sem spadajo povišanje temperature in spremembe v količini padavin. Podnebne spremembe v teh oblikah ogrožajo prehransko varnost in gospodarstvo, ki temelji na kmetijstvu. Mnogi Etiopijci so bili prisiljeni zapustiti svoje domove in odpotovati vse do Zaliva, južne Afrike in Evrope.
Od aprila 2019 je etiopski premier Abiy Ahmed promoviral Beautifying Sheger, razvojni projekt, katerega namen je med drugim zmanjšati negativne učinke podnebnih sprememb v glavnem mestu Adis Abeba. Naslednjega maja je vlada organizirala Dine for Sheger, dogodek zbiranja sredstev, da bi prek javnosti pokrili nekaj od 1 milijarde dolarjev, potrebnih. 25 milijonov dolarjev je bilo zbranih z dragim dogodkom, tako s stroški udeležbe kot z donacijami. Dve kitajski železniški družbi sta v okviru pobude Belt and Road med Kitajsko in Etiopijo zagotovili sredstva za razvoj 12 od skupno 56 kilometrov.

### Biotska raznovrstnost
Etiopija je svetovno središče raznolikosti ptic. Do danes je bilo v Etiopiji zabeleženih več kot 856 vrst ptic, od katerih jih je dvajset endemičnih za državo. Šestnajst vrst je ogroženih ali kritično ogroženih. Mnoge od teh ptic se prehranjujejo z metulji, kot je Bicyclus anynana.
Zgodovinsko gledano so po vsej afriški celini populacije divjih živali hitro upadale zaradi sečnje, državljanskih vojn, onesnaževanja, divjega lova in drugih človeških dejavnikov. 17-letna državljanska vojna je skupaj s hudo sušo negativno vplivala na okoljske razmere v Etiopiji, kar je povzročilo še večjo degradacijo habitata. Uničevanje habitatov je dejavnik, ki vodi v ogroženost. Ko pride do hitrih sprememb življenjskega prostora, se živali nimajo časa prilagoditi. Vpliv človeka ogroža številne vrste, večje grožnje pa pričakujemo zaradi podnebnih sprememb, ki jih povzročajo toplogredni plini. Etiopija z emisijami ogljikovega dioksida v letu 2010 v višini 6.494.000 ton prispeva le 0,02 % k letnemu izpustu toplogrednih plinov, ki jih povzroči človek.
Etiopija ima 31 endemičnih vrst sesalcev. V Etiopiji je veliko vrst, ki so navedene kot kritično ogrožene in ranljive za globalno izumrtje.
Etiopija je eno od osmih temeljnih in neodvisnih središč izvora kulturnih rastlin na svetu. Vendar pa je krčenje gozdov velika skrb za Etiopijo, saj študije kažejo, da izguba gozda prispeva k eroziji tal, izgubi hranil v tleh, izgubi živalskih habitatov in zmanjšanju biotske raznovrstnosti. Na začetku 20. stoletja je bilo približno 420.000 km² (ali 35 %) etiopskega ozemlja pokritega z drevesi, vendar nedavne raziskave kažejo, da je gozdna pokritost zdaj približno 11,9 % površine. Država je imela leta 2018 povprečno oceno indeksa celovitosti gozdne krajine 7,16/10, kar jo je uvrstilo na 50. mesto med 172 državami.
Ocenjuje se, da Etiopija vsako leto izgubi približno 1410 km² naravnih gozdov zaradi zbiranja drv, spreminjanja v kmetijska zemljišča, prekomerne paše in uporabe gozdnega lesa za gradbeni material. Med letoma 1990 in 2005 je država izgubila približno 21.000 km² gozdov. Trenutni vladni programi za nadzor krčenja gozdov vključujejo izobraževanje, spodbujanje programov pogozdovanja in zagotavljanje surovin, ki so alternativa lesu. Na podeželju vlada zagotavlja tudi nelesne vire goriva in dostop do negozdnih zemljišč za spodbujanje kmetijstva brez uničevanja gozdnega habitata.
Organizacije, kot sta SOS in Farm Africa, sodelujejo z zvezno vlado in lokalnimi vladami pri oblikovanju sistema upravljanja gozdov.

### Upravna delitev
Etiopija je upravno razdeljena na štiri ravni: regije, cone, woredas (okrožja) in kebele (okrožja). Država obsega 12 regij in dve mestni upravi pod temi regijami. Dve mestni upravi na zvezni ravni sta Addis Ababa in Dire Dava.
- Adis Abeba*
- Afar
- Amhara
- Benišangul/Gumaz
- Regionalna država osrednje Etiopije
- Dire Dava*
- Gambela
- Harari
- Oromija
- Sidama
- Somali
- Regionalna država Južne Etiopije
- Narodna regija jugozahodne Etiopije
- Tigraj

## Narodnosti in uradni jeziki
V Etiopiji živi več kot 80 etničnih skupin; po podatkih popisa iz leta 2007 so najštevilčnejša Oromci, ki predstavljajo 34,4 % prebivalstva države. Sledijo jim Amharci s 27,0 % ter Somalci in Tigrejci s po šestimi odstotki. Najbolj razširjena materna jezika sta oromščina in amharščina, slednja je tudi uradni jezik države.

## Gospodarstvo
Etiopija je zabeležila najhitrejšo gospodarsko rast pod upravo Melesa Zenavija. Po podatkih IMF je bila Etiopija eno najhitreje rastočih gospodarstev na svetu, saj je od leta 2004 do 2009 zabeležila več kot 10-odstotno gospodarsko rast. V letih 2007 in 2008 je bilo najhitreje rastoče afriško gospodarstvo, ki ni bilo odvisno od nafte. Leta 2015 je Svetovna banka poudarila, da je bila Etiopija priča hitri gospodarski rasti z realno rastjo domačega proizvoda (BDP), ki je med letoma 2004 in 2014 znašala povprečno 10,9 %.
V letih 2008 in 2011 sta bila visoka inflacija in težka plačilnobilančna situacija ogrožena uspešnost rasti in znatne razvojne pridobitve Etiopije. Inflacija je avgusta 2011 narasla na 40 % zaradi ohlapne monetarne politike, velikega povišanja plač javnih uslužbencev v začetku leta 2011 in visokih cen hrane.
Kljub hitri rasti v zadnjih letih je BDP na prebivalca eden najnižjih na svetu, gospodarstvo pa se sooča s številnimi resnimi strukturnimi težavami. Vendar pa z osredotočenimi naložbami v javno infrastrukturo in industrijske parke etiopsko gospodarstvo rešuje svoje strukturne težave, da bi postalo središče lahke industrije v Afriki. Leta 2019 je bil sprejet zakon, ki izseljencem iz Etiopije dovoljuje vlaganje v etiopsko industrijo finančnih storitev.
Etiopska ustava določa, da pravice do lastništva zemlje pripadajo le »državi in ljudstvu«, državljani pa lahko zemljišče najamejo za največ 99 let, ne morejo pa ga zastaviti ali prodati. Dovoljeno je oddajanje zemljišč za največ dvajset let, s čimer naj bi zagotovili, da gredo zemljišča najbolj produktivnemu uporabniku. Razdelitev in upravljanje zemljišč veljata za področje, kjer je korupcija institucionalizirana, pri obravnavanju vprašanj, povezanih z zemljišči, pa se pogosto zahtevajo olajšave in podkupnine. Ker lastništva zemljišč ni, se infrastrukturni projekti najpogosteje enostavno izvajajo brez vprašanja uporabnikov zemljišč, ki so potem razseljeni in brez doma in zemlje. Veliko jeze in nezaupanja včasih povzroči javne proteste. Poleg tega je kmetijska produktivnost še vedno nizka in državo še vedno pestijo pogoste suše, ki prav tako povzročajo notranje razseljevanje.

### Energija in hidroenergija
Etiopija ima 14 glavnih rek, ki tečejo iz njenega visokogorja, vključno z Nilom. Ima največje zaloge vode v Afriki. Od leta 2012 so hidroelektrarne predstavljale približno 88,2 % vseh nameščenih proizvodnih zmogljivosti za proizvodnjo električne energije. Preostala električna energija je bila pridobljena iz fosilnih goriv (8,3 %) in obnovljivih virov (3,6 %).
Stopnja elektrifikacije celotnega prebivalstva je bila leta 2016 42-odstotna, 85-odstotna pokritost na mestnih območjih in 26-odstotna na podeželskih območjih. Od leta 2016 je bila celotna proizvodnja električne energije 11,15 TW⋅h, poraba pa 9,062 TW⋅h. Izvoženih je bilo 0,166 TW⋅h električne energije, uvoženih 0 kW⋅h in nameščenih proizvodnih zmogljivosti 2,784 GW.
Etiopija dovaja Nilu približno 81 % količine vode skozi porečja Modrega Nila, reke Sobat in Atbare. Leta 1959 sta Egipt in Sudan podpisala dvostransko pogodbo, sporazum o vodah Nila, ki je obema državama podelil izključne vodne pravice nad vodami Nila. Od takrat je Egipt odvračal skoraj vse projekte v Etiopiji, ki so želeli izkoristiti lokalne pritoke Nila. To je vplivalo na odvračanje od zunanjega financiranja hidroelektrarn in namakalnih projektov v zahodni Etiopiji, kar je oviralo projekte gospodarskega razvoja, ki temeljijo na vodnih virih. Vendar pa Etiopija v postopku gradnje velike hidroelektrarne z močjo 6450 MW na reki Modri Nil. Ko bo dokončana, bo ta velik etiopski preporodni jez zaledje največje hidroelektrarne v Afriki.
Hidroelektrarna Gibe III je doslej največja v državi z instalirano močjo 1870 MW. Za leta 2017–18 je ta hidroelektrarna ustvarila 4900 GW⋅h.

### Kmetijstvo
Kmetijstvo predstavlja približno 85 % delovne sile. Vendar storitveni sektor predstavlja največji del BDP. Številne druge gospodarske dejavnosti so odvisne od kmetijstva, vključno s trženjem, predelavo in izvozom kmetijskih proizvodov. V veliki večini pridelajo mali kmetje in podjetja, velik del blagovnega izvoza pa zagotavlja sektor majhnih kmetijskih pridelkov. Gojijo govedo, koze in konje, koruzo, pšenico, ječmen, krompir, proso, kavovec, sladkorni trs in jam. Pomemben delež izvoza predstavljajo pridelki, kot so kava (246.000 ton letno), bombaž in oljnice. Etiopija je tudi središče izvora raznolikosti udomačenih pridelkov, vključno Ensete ventricosum (etiopska banana), kava in tef (vrsta žita).
Izvoz je skoraj v celoti kmetijsko blago (z izjemo izvoza zlata), kava pa je največji devizni dohodek. Etiopija je drugi največji proizvajalec koruze v Afriki. Po ocenah ZN je BDP na prebivalca v Etiopiji od leta 2011 dosegel 357 USD.
Etiopija ima približno 5 milijonov hektarov gozdov kar pomeni, da gozdovi pokrivajo 4 % površine države.

### Rudna bogastva
V Etiopiji so zaenkrat našli samo nekaj rudnega bogastva. Pridobivajo samo kuhinjsko sol iz slanih jezer v Danakilu, zlato in manjše količine niobija ter tantala in dragih kamnov.

### Industrija
Država je industrijsko skromno razvita, izdelki so povečini namenjeni samo domačemu trgu. Poglavitne panoge so: tekstilna, živilska (sladkor, rastlinska olja, brezalkoholne pijače), usnjarska, obutvena, tobačna industrija in industrija gradbenega materiala.

### Turizem
Turizem je slabo izkoriščen, vendar pa ima Etiopija velike možnosti za razvoj turizma – slikovito pokrajino, kulturne znamenitosti in narodne parke. Na leto pride samo okrog 102.000 tujih turistov.

## Kultura
Kultura Etiopije pod močnim vplivom lokalnega prebivalstva, interakcija semitskega, kušitskega in manj naseljenega nilosaharsko govorečega ljudstva, ki se je razvilo od 1. tisočletja pr. n. št. Semitski Tigrejci in Amharci, ki so v preteklosti prevladovali v politiki, so se od drugega prebivalstva razlikovali po hierarhični strukturi in agrarnem življenju, ki je deloma izhajalo iz Južne Arabije kot posledica povratne migracije, medtem ko so južni Kušiti (Oromo in Somali) močni privrženci egalitarizma in pastoralno življenje. Druge, vključno s tradicijo Kaffa, Sidamo in Afar, izhajajo iz slednjega ljudstva.

### Umetnost
Na umetnost Etiopije je velik del zgodovine močno vplivala krščanska ikonografija. To je bilo sestavljeno iz iluminiranih rokopisov, slik, križev, ikon in drugih kovinskih izdelkov, kot so krone. Večino zgodovinskih umetnosti je naročila etiopska tevahedo pravoslavna cerkev, državna vera tisočletja. Umetnost zgodnejše aksumske dobe so bile rezbarije v kamnu, kar je razvidno iz njihovih stel, čeprav ni ohranjene krščanske umetnosti iz tega obdobja. Z uvedbo krščanstva je na njeno ikonografijo delno vplivala bizantinska umetnost. Večina preostalih umetnosti izven zgodnjega modernega obdobja je bila uničena zaradi invazije sultanata Adal v etiopskem višavju, vendar so jo katoliški odposlanci obudili. Zahodna intervencija v etiopsko umetnost se je začela v 20. stoletju in je ohranila tudi tradicionalni etiopski značaj.

### Arhitektura
Bete Medhane Alem ali 'Hiša našega odrešenika' je ena od 12 cerkva v Lalibeli, zgrajenih pod cesarjem Lalibelo I. Morda najbolj impresivna arhitektura v antiki je nastala v obdobju Dʿmt. Zidanje iz klesanega kamna je bilo arhetip južnoarabske arhitekture z največjo podobnostjo arhitekturne strukture.
Aksum je še naprej cvetel s svojo arhitekturo okoli 4. stoletja našega štetja. Aksumske stele, ki se običajno uporabljajo v enem bloku in skalah. Grobnica lažnih vrat, zgrajena za aksumske cesarje, je uporabljala monolitni slog. Lalibelska civilizacija je bila v veliki meri pod vplivom Aksuma, vendar je plast kamnov ali lesa pri nekaterih bivališčih precej drugačna.
V obdobju Gondarina so arhitekturo Etiopije prepojili baročni, arabski, turški in gudžaratski indijski slogi, ki so jih neodvisno poučevali portugalski odposlanci v 16. in 17. stoletju. Primeri vključujejo imperialno trdnjavo Fasil Gebi, na katero vpliva kateri koli od teh slogov. Srednjeveška arhitektura je prav tako opustila poznejšo dobo označb iz 19. in 20. stoletja.

### Koledar
Etiopija ima več lokalnih koledarjev. Najbolj znan je etiopski koledar, znan tudi kot koledar Giz, in napisan s starodavno pisavo giz, eno najstarejših abeced, ki se še vedno uporablja na svetu. Temelji na starejšem aleksandrijskem ali koptskem koledarju, ta pa izhaja iz egipčanskega koledarja. Tako kot koptski koledar ima tudi etiopski koledar dvanajst mesecev po točno 30 dni in pet ali šest epagomenalnih dni, ki tvorijo trinajsti mesec. Etiopski meseci se začnejo z istimi dnevi kot tisti v koptskem koledarju, vendar so njihova imena v giz pisavi.
Tako kot julijanski koledar se šesti epagomenski dan, ki je v bistvu prestopni dan, doda vsaka štiri leta brez izjeme 29. avgusta julijanskega koledarja, šest mesecev pred julijanskim prestopnim dnem. Tako je prvi dan etiopskega leta, 1 Mäskäräm, za leta med 1901 in 2099 (vključno) običajno 11. september (gregorijansko), vendar pade na 12. september v letih pred gregorijanskim prestopnim letom. Za gregorijanskim koledarjem zaostaja približno sedem let in tri mesece zaradi alternativnega izračuna pri določanju datuma Marijinega oznanjenja.
Drugi koledarski sistem je okoli leta 300 pr. n. št. razvilo ljudstvo Oromo. Ta oromski koledar je lunarno-zvezdni koledar, ki temelji na astronomskih opazovanjih lune v povezavi s sedmimi določenimi zvezdami ali ozvezdji. Oromski meseci (zvezde/lunarne faze) so Bittottessa (Iangulum), Camsa (Plejade), Bufa (Aldebarran), Waxabajjii (Belletrix), Obora Gudda (Centralni Orion-Saiph), Obora Dikka (Sirij), Birra (polna luna), Cikava (gibljiva luna), Sadasaa (četrt lune), Abrasa (velik polmesec), Amadži (srednji polmesec) in Gurrandala (majhen polmesec).

### Državni prazniki:
| Datum         | Slovensko ime                      | Krajevno ime | Opombe |
| ------------- | ---------------------------------- | ------------ | ------ |
| 7. januar     | pravoslavni božič                  |              |        |
| 19. januar    | praznik treh kraljev               | Timket       |        |
| 2. februar    | praznik žrtvovanja                 | Eid-ul-Adha  |        |
| 2. marec      | bitka pri Adovi                    |              |        |
| 12. april     | pravoslavni velikonočni ponedeljek |              |        |
| 25. april     | koptski dobri petek                |              |        |
| 2. maj        | mulud                              | Mulud        |        |
| 5. maj        | dan rodoljubov                     |              |        |
| 28. maj       | konec vojaškega vladanja           |              |        |
| 11. september | etiopsko/koptsko novo leto         |              |        |
| 27. september | praznik pravega križa              |              |        |
| 14. november  | konec ramadana                     | Eid-al-Fitr  |        |